# Potenciometria
Potenciometria ou método potenciométrico de análise química são métodos que baseiam-se na medida da diferença de potencial de uma célula eletroquímica na ausência de corrente. É um método utilizado para detectar o ponto final de titulações específicas (chamada, pelo uso do método, de titulação potenciométrica), ou para a determinação direta de um determinado constituinte em uma amostra, através da medida do potencial de um eletrodo íon-seletivo, aquele que é sensível exatamente ao íon em análise.
Por se tratar de um equipamento simples e relativamente barato, sendo constituído de um eletrodo de referência, um eletrodo indicador e um dispositivo para leitura do potencial (potencímetro) a estes ligados, e dispensar o uso de indicadores que podem muitas vezes não serem possíveis de ter sua alteração de cor detectável, tornou-se um método difundido e confiável a ser aplicado nas volumetrias, em química analítica quantitativa. Por também permitir a determinação direta de determinadas e específicas substâncias, dispensando as vidrarias e reagentes usados em diversas volumetrias clássicas, se igualmente difundido pelo crescente desenvolvimento e redução de custos da eletrônica..